# Rwanda aux Jeux olympiques d'été de 2016
Le Rwanda participe aux Jeux olympiques d'été de 2016 à Rio de Janeiro au Brésil du 5 au 21 août 2016. Il s'agit de sa 9e participation à des Jeux olympiques d'été.

## Athlétisme

### Homme

#### Course
| Athlètes           | Compétitions | Série | Série | Demi-finales | Demi-finales | Finale          | Finale |
| Athlètes           | Compétitions | Temps | Rang  | Temps        | Rang         | Temps           | Rang   |
| ------------------ | ------------ | ----- | ----- | ------------ | ------------ | --------------- | ------ |
| Ambroise Uwiragiye | Marathon     | NC    | NC    | NC           | NC           | 2 h 25 min 57 s | 99e    |

### Femme

#### Course
| Athlètes              | Compétitions  | Série | Série | Demi-finales | Demi-finales | Finale          | Finale |
| Athlètes              | Compétitions  | Temps | Rang  | Temps        | Rang         | Temps           | Rang   |
| --------------------- | ------------- | ----- | ----- | ------------ | ------------ | --------------- | ------ |
| Salome Nyirarukundo   | 10 000 mètres | NC    | NC    | NC           | NC           | 32 min 07 s 80  | 27e    |
| Claudette Mukasakindi | Marathon      | NC    | NC    | NC           | NC           | 3 h 05 min 57 s | 126e   |

## Cyclisme

### Cyclisme sur route
| Athlète           | Compétition            | Temps   | Rang    |
| ----------------- | ---------------------- | ------- | ------- |
| Adrien Niyonshuti | Course en ligne hommes | Abandon | Abandon |

### VTT
| Athlète | Compétition              | Temps | Rang |
| ------- | ------------------------ | ----- | ---- |
|         | Cross-country VTT hommes |       |      |

## Natation

### Résultats

#### Femme
| Athlète          | Épreuve        | Séries        | Séries |
| Athlète          | Épreuve        | Temps         | Rang   |
| ---------------- | -------------- | ------------- | ------ |
| Johanna Umurungi | 100 m papillon | 1 min 11 s 92 | 43e    |